# Ovčí most v Quedlinburgu
Ovčí most (německy Schafbrücke) je postaven přes řeku Bode a nachází se v Quedlinburgu v Sasku-Anhaltsku v Německu. Je chráněnou památkou.

## Historie
Most byl postaven v roce 1926 na místě původního mostu z roku 1870, který byl zničen povodní na řece Bode v roce 1925. V roce 2006 byl uzavřen pro motorová vozidla a jeho nosnost snížena na tři tuny. Po prohlídce mostu byla částečně otevřen.

## Popis
Most je příhradová jednopolová železná stavba s kovovým zábradlím. Před zábradlím jsou zděné parapety zdobené reliéfy s motivy ovcí.